# Трафаретний друк

Трафаре́тний друк (шовкогра́фія) — друк через форму, яка виконана на спеціальній сітці.
Відбиток створюється в результаті продавлювання фарби крізь друкувальні елементи форми на задруковуваний матеріал у процесі руху ракеля по формі. Трафаретний друк принципово відрізняється від основних способів друку: високого, плоского, глибокого.

## Процес друку

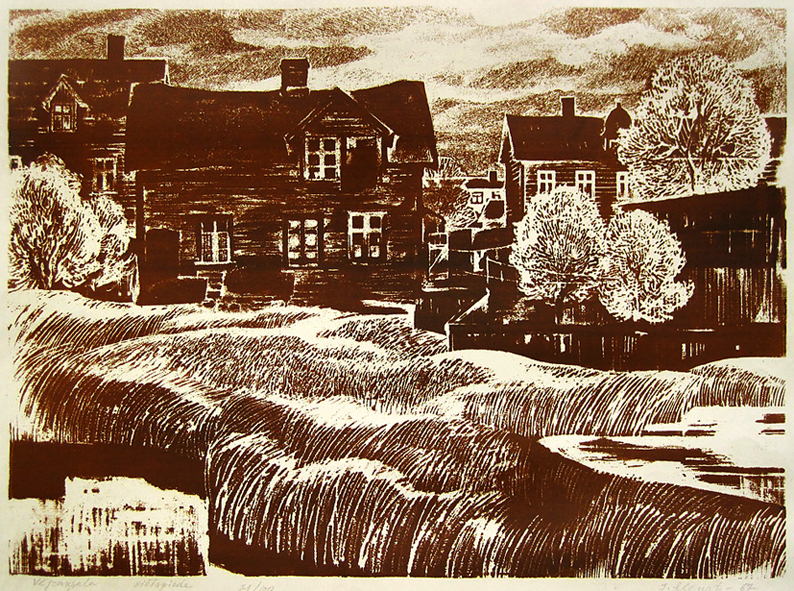

Процес одержання зображення на відбитку способом трафаретного друку являє собою послідовне відливання під тиском фарбових елементів зображення на поверхні задруковуваного матеріалу по ходу ракеля, що складається з чотирьох стадій:
1. утворення відливної форми;
2. заповнення її фарбою;
3. видобування форми (ниток сітки) з відлитих на задруковуваному матеріалі фарбових елементів зображення;
4. закріплення фарбового зображення до повного його затвердіння.

Якість елемента зображення на відбитку залежить від:
- якості відливної форми;
- ступеня заповнення її фарбою;
- умов роз'єднання відливної форми, що забезпечують утримання максимальної кількості фарби на задруковуваному матеріалі зі збереженням геометричних форм елементів зображення;
- структурно-механічних властивостей фарби.

Фарба за допомогою фарбоживильних систем наноситься спочатку на друкарську форму, де відбувається формування фарбового зображення. Далі при контакті із задруковуваним матеріалом за допомогою тиску частина фарби лише переноситься з форми на матеріал шляхом шарового поділу, що й становить основу друкарського процесу.
При притискуванні ракелем друкарської форми до задруковуваного матеріалу кожен друкувальний елемент утворює особливу відливну форму, обмежену знизу задруковуваним матеріалом, з боків — боковими гранями пробільних ділянок форми. Зверху перекрита сіткою.
У процесі друкування фарба, що переміщується ракелем по формі, через чарунки-фільєри сітки заповнює цю відливну форму елемента зображення, входить у контакт із задруковуваним матеріалом. При проходженні ракеля над друкувальним елементом залишок фарби зрізається його робочою кромкою.
Після проходження ракеля нитки сітки виймаються з фарби, що прилипла до задруковуваного матеріалу. Частина фарби підіймається разом із сіткою. На задруковуваному матеріалі лишається об'ємний фарбовий елемент зображення.
Після цього відбувається формування фарбового елемента — затікання фарби в місця, де були нитки, а також, розтікання фарбового елемента.
Трафаретний друк відомий багатьма своїми можливостями, однак деколи складається враження, що користуються цими можливостями в Україні далеко не в повну силу.

## Переваги трафаретного друку
- Висока покривна здатність. Оскільки фарба потрапляє на матеріал не з валів, а з плоских форм, а сама сітка має певну товщину, то шар фарби на матеріалі виявляється надзвичайно товстим. Це дозволяє друкувати будь-які зображення, в тому числі на прозорих плівках без появи ефекту «прозорого малюнка».
- Рельєф фарби. Багато робіт із застосуванням трафаретного друку відрізняються недосяжною для решти видів друку властивістю — високим фарбовим шаром, який можна відчути буквально на дотик. Шар фарби може досягати 0,5 мм.
- Спеціальні види фарби. Для трафаретного друку є величезна кількість спеціальних видів фарб:
  - флуоресцентні, які світяться у певному спектрі,
  - ароматизовані,
  - термофарби.

## Сфери застосування
Трафаретний спосіб друку використовується, виходячи з описаних вище переваг, при виготовленні етикеток для парфумерно-косметичної промисловості, лікеро-горілчаної промисловості, у випадках необхідності високої стійкості фарбового шару (етикетки на мастила, автокосметику і т. п.), для нанесення елементів захисту та в інших випадках.
Найпоширеніші способи використання:
- візитівки,
- друк на самоклеючих матеріалах,
- на тканинах із невеликою площею задруковування.

У порівнянні з класичними і деякими новими способами друку, можливості яких обмежені вибором формату, задруковуваних матеріалів і товщиною фарбового шару, трафаретний друк наділений перевагами:
- вибір у широких межах формату,
- майже необмежені можливості друкувати на різноманітних матеріалах і виробах, плоских і об'ємних формах,
- широкий інтервал регулювання товщини фарбового шару,
- відносно дешевий і простий спосіб виготовлення друкарських форм.

Трафаретним способом можна задруковувати на півавтоматичному обладнанні формати — 3×5 м, автоматичному обладнанні — 1,5×2,5 м; регулюванням товщини фарбового шару в межах 6—60 мкм.
Завдяки можливостям цього способу друку, галузі його застосування можна розділити на дві групи: у поліграфії при друкуванні рекламної і пакувальної продукції, де він постійно зазнає конкуренції з боку інших способів друку, і в різних галузях промисловості для художнього оформлення дизайну продукції, де інші способи друку не можуть бути застосовані.
Домінантне становище трафаретний друк посідає в радіоелектронній та приладобудівній промисловості. Саме тут трафаретний спосіб друкування дав змогу раціонально виготовити першу друковану плату.
Завдяки різноманітним можливостям застосування, простоті і дешевизні виготовлення друкарських форм трафаретний друк широко використовується у цілому світі. У промислово розвинутих країнах в результаті появи нових машин, матеріалів і технологій якість трафаретного друку значно зросла. Без проблем друкуються трафаретним способом лінії завтовшки 100 мкм і менше, при оптимальній чіткості контуру. Відтворення абсолютної точності розмірів трафаретних друкарських форм на відбитках дає можливість стверджувати, що якість цього способу друку рівноцінна класичним способам друку.
Однак варто зауважити, що якість трафаретного друку, яку можна отримати, використовуючи наявні нині матеріали і технології, не досягається. Розвиток трафаретного друку гальмується традиціями у мисленні і ставленні до можливостей друкарських процесів, а також багатьма факторами, які спричиняють відсутність на ринку деяких потрібних матеріалів і слабкість професійної підготовки, які необхідні для досягнення оптимальної якості друку.
Завдання трафаретного друку на найближче майбутнє полягає у поліпшенні якості друкованої продукції. Світова промисловість, яка постачає на ринок матеріали для трафаретного друку, прагне до подальшого удосконалення їх якості і розширення асортименту для спрощення різних технологічних операцій цього способу друку. Спрощення процесу виготовлення трафаретних друкарських форм шляхом застосування кращих і технологічніших копіювальних матеріалів, недеформуючих і добре сприймаючих копіювальні шари сита-основи, ведуть не лише до покращення якості, але й до раціоналізації всіх процесів трафаретного друку.
Фірма Kalle AG (Німеччина) продає попередньо очутливлені трафаретні форми, які потребують найпростіших операцій для отримання оптимальних результатів. Фірма «Цюріхер Бойтельтух-фабрік» продає металізовані синтетичні сита-основи, наділені підвищеною стійкістю до розтягу, стирання, температури і чудовою адгезією. Крім того, ця фірма спеціалізується у натягу сита-основи на формну рамку площею до 20 м2. Використання великогабаритних натяжних верстатів на спеціалізованих підприємствах дає змогу отримати оптимальний натяг сітки, що має вирішальне значення для кількості і якості продукції, виготовленої трафаретним способом друку.
Однак поруч із перевагами трафаретного друку існують і недоліки. Стосовно економічності трафаретний друк донедавна не міг конкурувати з іншими способами друку. Цей недолік був пов'язаний зі складною проблемою трафаретного друку сушінням відбитків. Використання донедавна трафаретних фарб, які висихали у результаті випаровування розчинників, окислювання, термічних і хімічних реакцій, обмежувало продуктивність трафаретного друку. При аркушевому напівавтоматичному друці і сушінні відбитків продуктивність була 1500 прим./год, автоматичному 4000 прим./год.
Якщо порівняти продуктивність трафаретного друку з іншими способами друку (наприклад, із сухим офсетом, продуктивність якого на пластмасовій тарі може становити до 15000 прим./год), то економічні показники цього друку невигідні.
Технічні й економічні можливості трафаретного друку визначають його переваги і недоліки. Через низьку продуктивність трафаретний друк можна рентабельно використовувати у тих випадках, коли виявляються його переваги, коли інший спосіб друку не відповідає вимогам і є не економічним.
У наш час проблему швидкого сушіння відбитків розв'язано з впровадженням фарб для технології УФ-сушіння. Враховуючи те, що заходи з охорони довкілля стають жорсткішими, трафаретний друк через використання фарб на розчинниках опиняється у конфлікті з законом. Використання фарб УФ-сушіння розв'язує цю проблему. Фарби, які висихають під дією УФ-променів, нині успішно впроваджуються в офсетному, високому, глибокому і флексографічному друці. У трафаретному друці фарби УФ-сушіння почали застосовувати ще у 70-х роках для виготовлення друкованих плат (фірма «Toshiba»). Сучасні трафаретні фарби УФ-сушіння висихають у залежності від товщини фарбового шару (наприклад, при товщині шару 10—25 мкм, площа 0,5 м2) сушиться 3—6 с. Найбільшим постачальником фарб УФ-сушіння на сучасному світовому ринку є фірма Koasts-Drukfarben.
Переваги використання трафаретних друкарських фарб УФ-сушіння такі:
- скорочення часу сушіння і зменшення виробничих площ;
- завдяки «холодному» сушінню задруковувана поверхня не нагрівається;
- фарби не засихають на друкарській формі навіть протягом кількох днів;
- фарби стійкі до стирання, дряпання, різних розчинників;
- фарби не забруднюють довкілля.

Використання фарб УФ-сушіння дозволило значно поліпшити продуктивність трафаретного друку і потребує впровадження нових типів машин і нових друкарських форм. Такі машини будуть працювати за ротаційним принципом.
На автоматизованих підприємствах рентабельність трафаретного друку досягається не лише за рахунок спеціалізації, а й підвищенням тиражу. Завдяки порівняно низькому капіталовкладенню і короткому часу підготовки виробництва напівавтоматичний і ручний трафаретний друк має вищу рентабельність при виготовленні малих і середніх тиражів, при частих змінах форматів і задруковуваних матеріалів.
У трафаретному друці автоматизація означає: автоматичну подачу задруковуваних матеріалів і виробів у друкарську машину, автоматичний друк і автоматичний вивід задрукованої продукції на транспортер сушильного пристрою.
Під терміном «напівавтоматичний трафаретний друк» розуміється процес механічного або автоматичного руху ракеля чи друкарської форми при ручному накладі відбитків на сушильний транспортер.
При усіх способах друку якість друкарської форми має вирішальне значення для кількості і якості продукції. З друкарських форм усіх способів друку лише трафаретна друкарська форма придатна для друку на матеріалах з різною геометрією і структурою поверхні з широкими межами регулювання фарбового шару. Для вибору відповідного типу друкарської форми і режиму друку при виконанні кожного даного замовлення необхідні широкі знання властивостей матеріалів, з яких виготовлена форма, і їх технологічних можливостей.
З усіх компонентів трафаретної друкарської форми — рами, сита-основи і копіювального шару — сито-основа суттєво впливає на можливість відтворення тонких штрихів і растрових крапок. У наш час межі відтворення тонких штрихів при позитивному трафаретному друці — 80 мкм, негативному — 50 мкм.
На основі аналізу сучасного стану трафаретного друку можна зробити висновки:
- галузі застосування трафаретного способу друку дуже широкі;
- ефективність трафаретного друку визначається не взагалі, а стосовно кожного окремого випадку;
- переваги трафаретного друку не в продуктивності, а в можливості друкувати великі формати, майже на всіх матеріалах з різною конфігурацією і структурою поверхні, в широких межах регулювати товщину фарбового шару;
- ефективність трафаретного друку виявляється там, де використовують його переваги:
- при спеціалізації і застосуванні сучасних машин і матеріалів продуктивність плоского трафаретного друку — 7000 відбитків за годину.